# Treća županijska nogometna liga
Treća županijska nogometna liga ili 3. ŽNL predstavlja sedmi – osmi razred nogometnih liga u Hrvatskoj.
Kako su županijski nogometne lige u nadležnosti županijskih saveza koji odlučuju o njihovom ustroju, tako 3. ŽNL ne postoji u svim županijama, uglavnom zbog manjka broja klubova. Pobjednici 3. ŽNL u pravilu popunjavaju 2. ŽNL.

## 3. ŽNL u sezoni 2008./09.
3. ŽNL predstavlja 12 zasebnih liga podijeljenih u više skupina i to:
- 3. ŽNL Bjelovarsko-bilogorska

(sastoji se od 20 klubova podijeljenih u dvije skupine - sjever (10) i jug (10))
- 3. ŽNL Brodsko-posavska

(sastoji se od 24 kluba podijeljena u 3 skupine - centar (8), istok (8) i zapad (8))
- 3. ŽNL Istarska

(sastoji se od 23 kluba podijeljena u dvije skupine - sjever (14) i jug (9))
- 3. ŽNL Koprivničko-križevačka

(sastoji se od 14 klubova)
- 3. ŽNL Međimurska

(sastoji se od 23 kluba podijeljena u dvije skupine - istok (11) i zapad (12))
- 3. ŽNL Osječko-baranjska

(sastoji se od 53 kluba podijeljena u 5 skupina - Osijek (10), Našice (8), Baranjska liga (12), Đakovo (13) i Valpovo (10))
- 3. ŽNL Požeško-slavonska

(sasoji se od 9 klubova)
- 3. ŽNL Sisačko-moslavačka

(sastoji se od 33 kluba podijeljena u 3 skupine - Kutina (11), Novska (9) i Sisak (13))
- 3. ŽNL Varaždinska

(sastoji se samo od 1. lige NS Ludbreg koja broji 14 klubova)
- 3. ŽNL Virovitičko-podravska

(sastoji se od 16 klubova podijeljenih u 2 skupine - Slatina-Orahovica (8) i Virovitica-Pitomača (8))
- 3. ŽNL Vukovarsko-srijemska

(sastoji se od 18 klubova podijeljenih u 2 skupine - Vinkovci (11) i Vukovar (7))
- 3. Zagrebačka liga

(sastoji se od 7 klubova)
- 2. Zagrebačka županijska liga

(sastoji se od 25 klubova podijeljenih u 3 skupine – istok (8), zapad (11) i jug (6))

## Vanjski izvori
- http://nsbbz.hr
- http://www.zns-bpz.hr/
- http://www.nszi.hr/
- http://www.lokalni-nogomet.com/  Arhivirana inačica izvorne stranice od 3. veljače 2009. (Wayback Machine)
- http://nsm.hr/index.php  Arhivirana inačica izvorne stranice od 4. ožujka 2009. (Wayback Machine)
- http://www.nogos.info/  Arhivirana inačica izvorne stranice od 22. svibnja 2016. (Wayback Machine)
- http://www.nssmz.hr/
- http://varazdinskinogomet.googlepages.com/  Arhivirana inačica izvorne stranice od 11. veljače 2009. (Wayback Machine)
- http://nsludbreg.com/cms/  Arhivirana inačica izvorne stranice od 14. svibnja 2010. (Wayback Machine)
- http://www.znsvpz.hr/
- http://www.nogomet-vsz.com  Arhivirana inačica izvorne stranice od 28. siječnja 2011. (Wayback Machine)
- http://www.nszz.hr/